# Kerspelboek
Een kerspelboek is de middeleeuwse benaming voor parochieboek of doopregister. 
Enkele buurschappen bij elkaar, of kleine dorpen samen met één hoofddorp, vormden in de vroege middeleeuwen een kerspel.
Een kerspel is ontstaan uit kerkelijke of godsdienstige behoefte en werd meestal genoemd naar de oudste buurtschap waarin vaak ook de kerk stond. Het kerspel is dus een kerkgemeente en bestond uit het gebied van een kerk.
De leiding van het kerspel berustte bij de pastoor. Tot de taken van het kerspel behoorde onder andere het bijhouden van het kerspelboek, waarin de namen van de gedoopte en overleden kerspelleden werden opgetekend met hun beroep en mate van vrijheid ten opzichte van de leenheer. Ook zorgde de pastoor voor de armenzorg en het onderwijs.